# 中部フィルハーモニー交響楽団
特定非営利活動法人中部フィルハーモニー交響楽団（ちゅうぶフィルハーモニーこうきょうがくだん）は、愛知県小牧市に本拠地を置くプロのオーケストラ。2007年日本オーケストラ連盟に準会員として加盟、2024年から正会員。

## 概要
2000年2月に小牧市交響楽団として発足した。愛知県内のプロオーケストラとしては、名古屋フィルハーモニー交響楽団、セントラル愛知交響楽団に次ぎ3番目の発足である。2007年1月19日に現名称へ改称した。演奏者はオーディションにより全国から募集している。
2010年4月には秋山和慶がアーティスティック・ディレクター兼任プリンシパル・コンダクターに、2017年4月からは芸術監督・首席指揮者に就任した。

## 沿革
- 2000年2月 - 小牧市交響楽団として発足。
- 2001年8月 - 交響楽団としては初めてNPO法人に認定される。
- 2007年1月 - NPO法人中部フィルハーモニー交響楽団へ名称変更。
- 2009年2月 - 愛知県芸術文化選奨文化新人賞受賞。
- 2010年4月 - 秋山和慶がアーティスティック・ディレクター＆プリンシパル・コンダクターに就任。
- 2015年12月 - 会費寄付に対して減免が可能となる「認定」ＮＰＯ法人となる。
- 2017年4月 - 秋山和慶が芸術監督・首席指揮者に就任。
- 2017年12月-「多岐にわたり地方自治の発展に尽力したその功績は誠に大である」として愛知県知事より感謝状を授与された。
- 2018年10月 - 名古屋フィルハーモニー交響楽団第461回定期演奏会にてマーラー作曲「千人の交響曲」にオーケストラで賛助出演し、名フィルと共に見事な演奏を聴かせた。
- 2019年4月 - トップ（首席）制度をスタートさせた。
- 2020年4月 - 飯森範親が首席客演指揮者に就任。

## コンサートマスター
- 山口裕之（特別客演）
- 平光真彌（首席客演）

## 事務局
愛知県小牧市小牧2丁目107番地 小牧市市民会館内